# 238P/Read
238P/Read (Provisorisk beteckning P/2005 U1) är en kortperiodisk komet som upptäcktes 24 oktober 2005 av M. T. Read vid observatoriet vid Kitt Peak. Vid upptäckten noterade Read en svans som sträckte sig 20 bågsekunder mot sydväst. Kometen är den andra kometen efter 133P/Elst-Pizarro som bekräftats som en asteroidbältskomet. 2010 kunde Henry H. Hsieh åter observera en fem bågsekunder lång kometsvans. Detta bekräftar att det rör sig om en äkta komet, och inte en asteroid som gett ifrån sig gaser och damm i samband med en enstaka kollision.
Senaste periheliepassagen skedde den 5 juni 2022.